# 뉴욕 뉴저지 항만공사

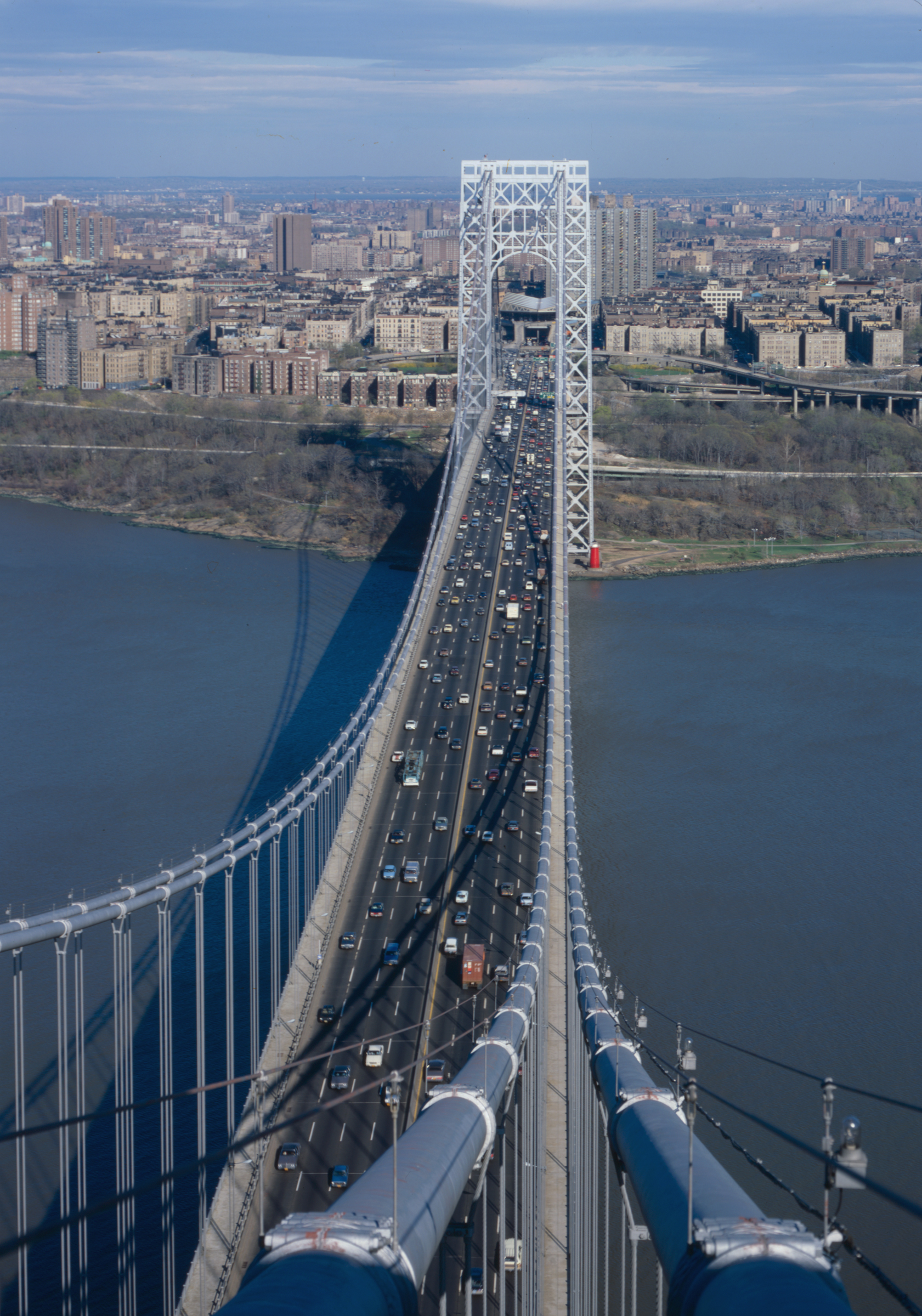

뉴욕 뉴저지 항만공사(-港灣公社, Port Authority of New York and New Jersey)는 허드슨강을 끼고 뉴욕 주, 뉴저지 주의 두 주에 걸친 뉴욕 항과 그 주변 지역의 교통 인프라를 관리, 운영하는 항만 공사이다. 뉴욕 광역 지역의 교통을 책임지며, 포트 오소리티 버스 터미널, 포트 오소리티 트랜스허드슨 (PATH) 등의 대중교통뿐만 아니라, 라과디아 공항 (LGA), 존 F. 케네디 국제공항 (JFK), 뉴어크 리버티 국제공항 (EWR), 스튜어트 국제공항 등 뉴욕과 뉴저지 지역을 연결하는 공항과 항만등을 관리한다. 글자를 따서 PANYNJ라고도 표기한다. 항만공사는 두 주 합의하에 1921년에 설립되었다. 뉴욕 뉴저지 항만 지역은 리버티섬 자유의 여신상에서 40km 이내의 지역으로 정의되며 그 면적은 3,900km2에 달한다.

## 같이 보기
- 111 Eighth Avenue
- 뉴욕의 교통